# John Lawrence (padre)
John Lawrence foi um padre anglicano inglês no século XVI.
Fellow do All Souls College, Oxford, foi arquidiácono de Wilts de 1554 até à sua privação uma década mais tarde.